# جاي سكوت كامبل
جاي سكوت كامبل (بالإنجليزية: J. Scott Campbell)‏ هو رسام بالرصاص أمريكي، ولد في 12 أبريل 1973 في إيست تاواس في الولايات المتحدة.

## وصلات خارجية
- الموقع الرسمي